# Latua
Genre
Latua regroupe un genre d'espèces de buissons épineux ou d'arbrisseaux de la famille des Solanaceaes, originaire de l'Amérique du Sud.
Ces plantes sont considérées comme extrêmement toxiques et contiennent un poison très violent du fait de la présence d'alcaloïdes.

## Espèces

### Liste d'espèces
Selon NCBI (5 août 2010) :
- Latua pubiflora

### Latua pubiflora
Latua pubiflora (ou Latua venenosa), pousse uniquement sur la côte montagneuse du Chili central. Il est connu localement sous le nom de latué ou àrbol de los brujos (arbre aux sorciers), était employé par les sorciers de la province de Valdivia pour leur desseins criminels. Son absorption cause des hallucinations, un état délirant voire une folie irréversible.